# Sörnäs

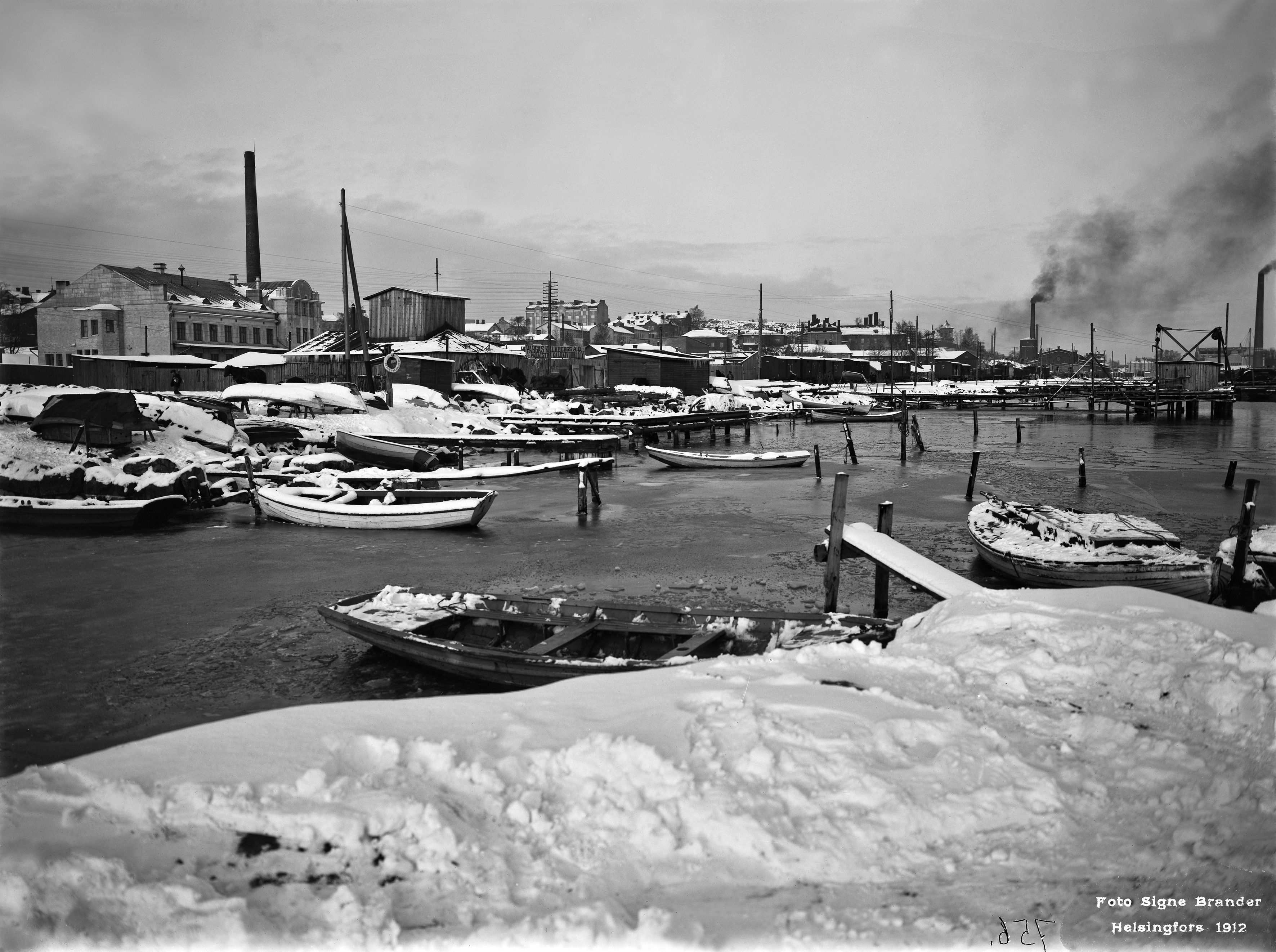
Industriområdet i Sörnäs, 1912.
Foto: Signe Brander

Sörnäs (finska: Sörnäinen) är en stadsdel i Berghälls distrikt i Helsingfors stad.
Sörnäs började växa fram som en arbetarstadsdel med industri- och hamnbruk under den senare hälften av 1800-talet, sedan hamnbanan från Fredriksberg till Sörnäs hamn togs i bruk på 1860-talet. Tidigare bestod Sörnäs mest av landsbygd. En stor del av Sörnäs har en likartad struktur som grannstadsdelen Berghäll, det vill säga den består av arbetarbostäder byggda under hela 1900-talet. Under den senare hälften av 1900-talet började ett intensivt bostadsbyggande i området och även en ökande omvandling av gamla industrifastigheter längs Sörnäs strandväg till kontor. Bland annat förlades Helsingfors stadskontor till Sörnäs.
Sörnäs hamn var länge tillsammans med Västra hamnen Helsingfors viktigaste godshamn. Då Nordsjö hamn blev klar mot slutet av 2008 stängdes godshamnen i Sörnäs. Sedan godshamnen stängdes har de före detta industri- och hamnområden i Fiskehamnen börjat byggas om till moderna stads- och bostadsområden, ett ombyggnadsarbete som beräknas vara färdigställt först till 2040. Grundberedningen inleddes år 2009 och de första bostadshusen började byggas i början på 2010-talet.
Sörnäs metrostation, den första metrostationen i Sörnäs, öppnades år 1984. I januari 2007 fick Sörnäs sin andra metrostation, då Fiskehamnens metrostation öppnades intill hamnområdet.
På 1970-talet revs Maskin och Bros fabriksområde och byggdes Havshagen (även kallat Havshagnäs,) som är ett bostadsområde med höghus som präglas av stadsplaneringsideal och betongarkitektur från 1960- och 1970-talet.
I Sörnäs ligger även Teaterhögskolan och Bildkonstakademin.

## Bildgalleri

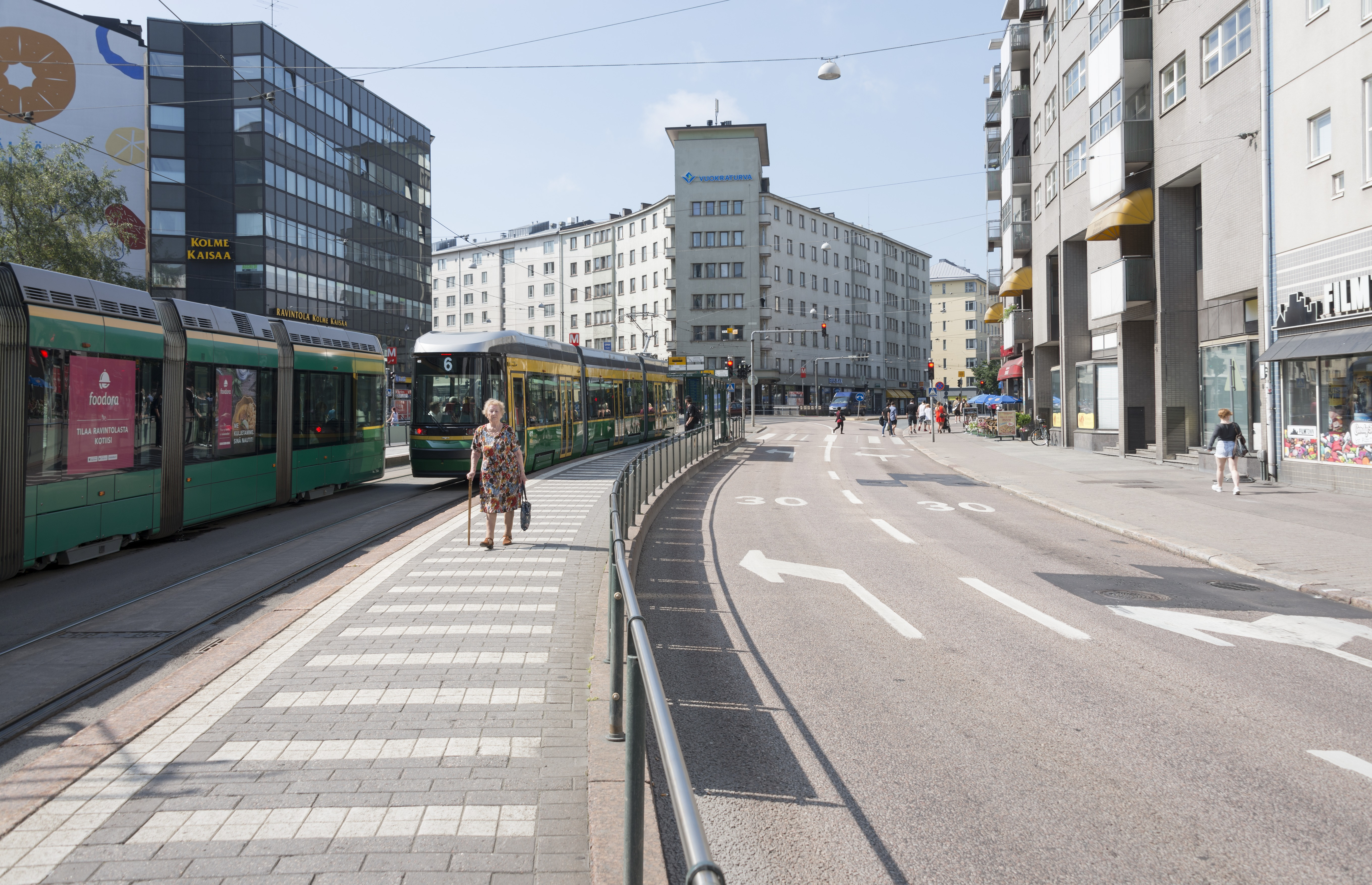
Sörnäskurvan, korsningen mellan Tavastvägen och Helsingegatan
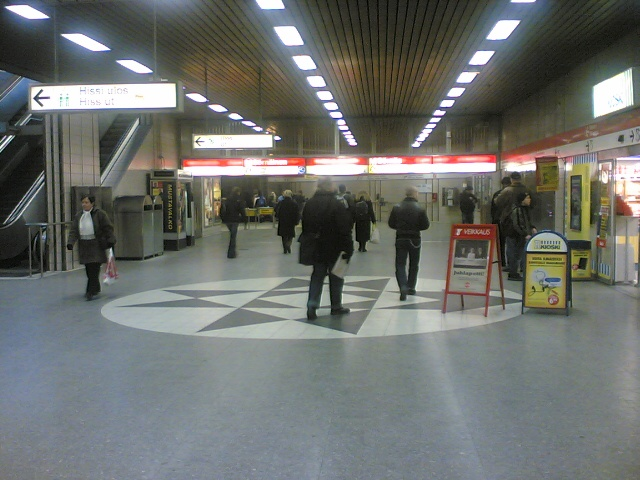
Biljetthallen i Sörnäs metrostation
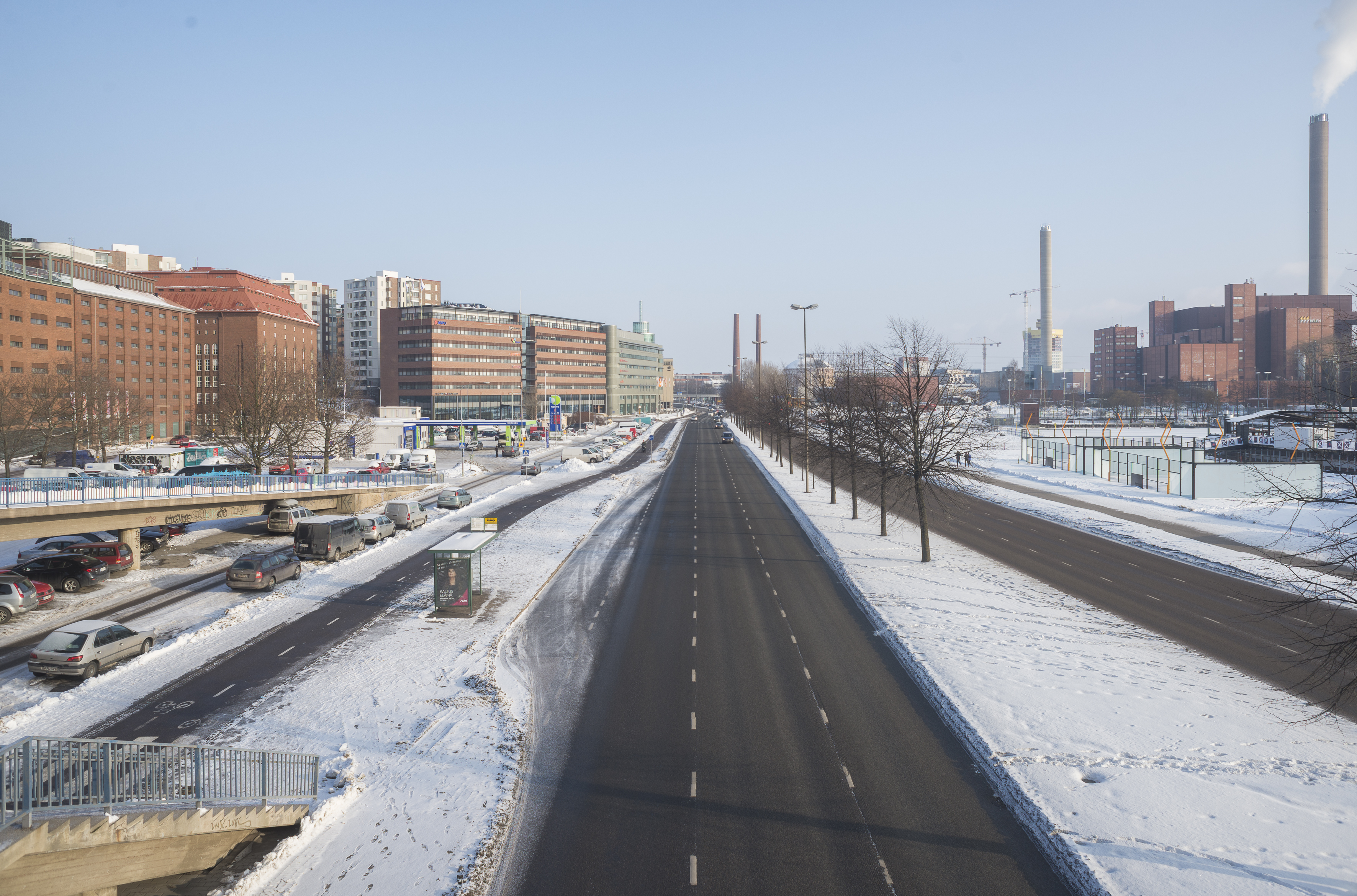
Sörnäs strandväg
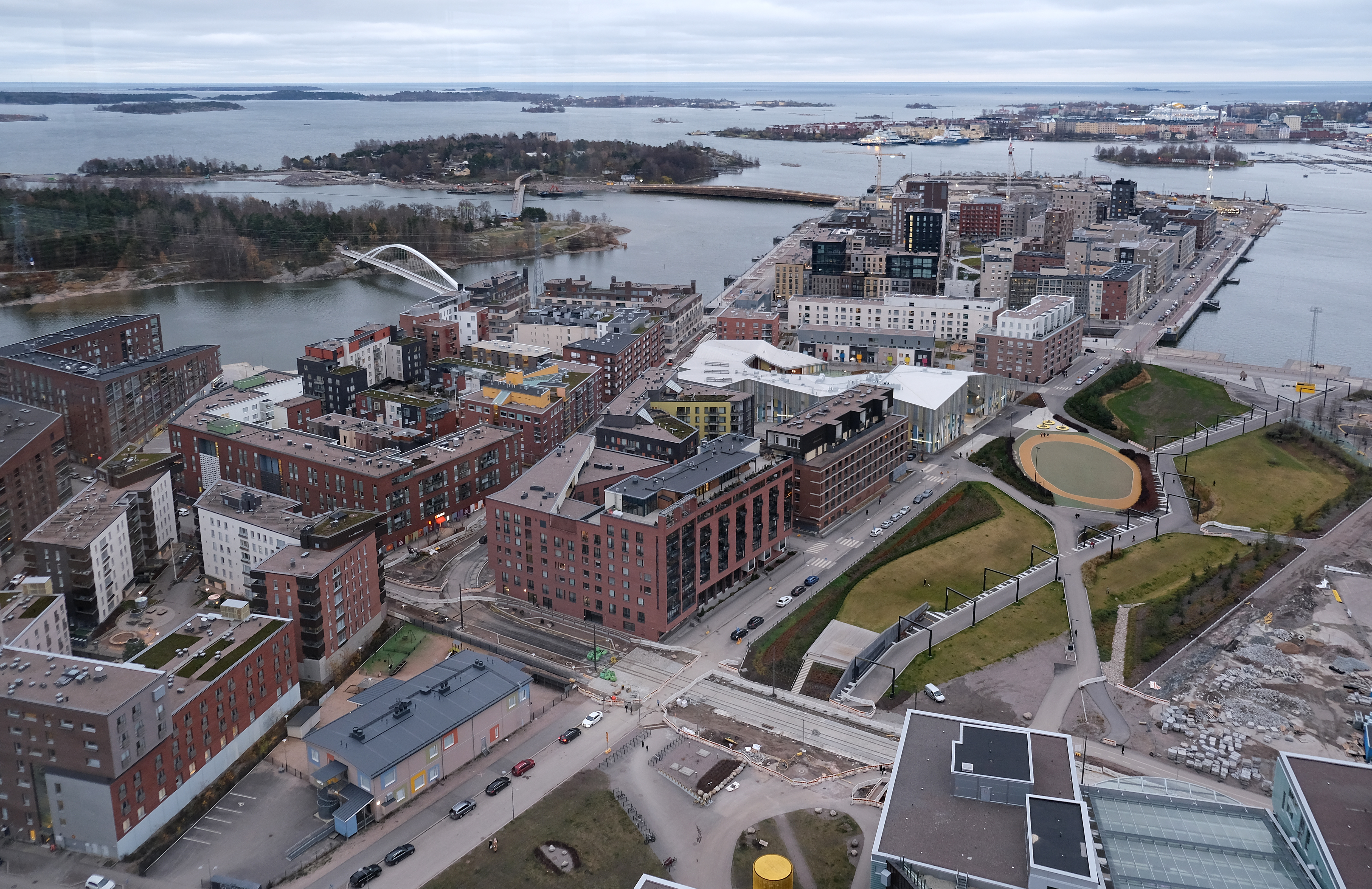
Fiskehamnen och Sumparn
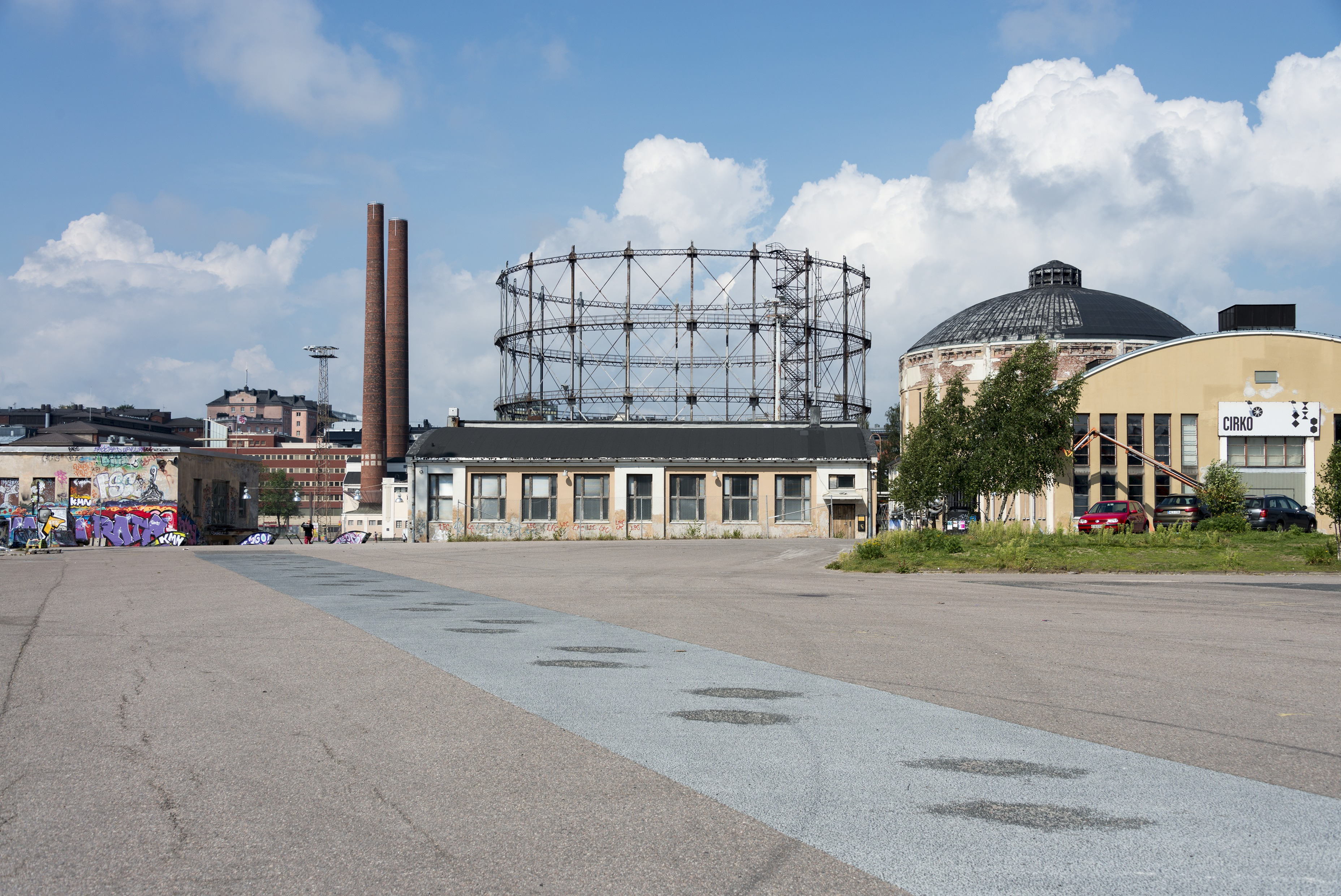
Södervik (del av Fiskehamnen)
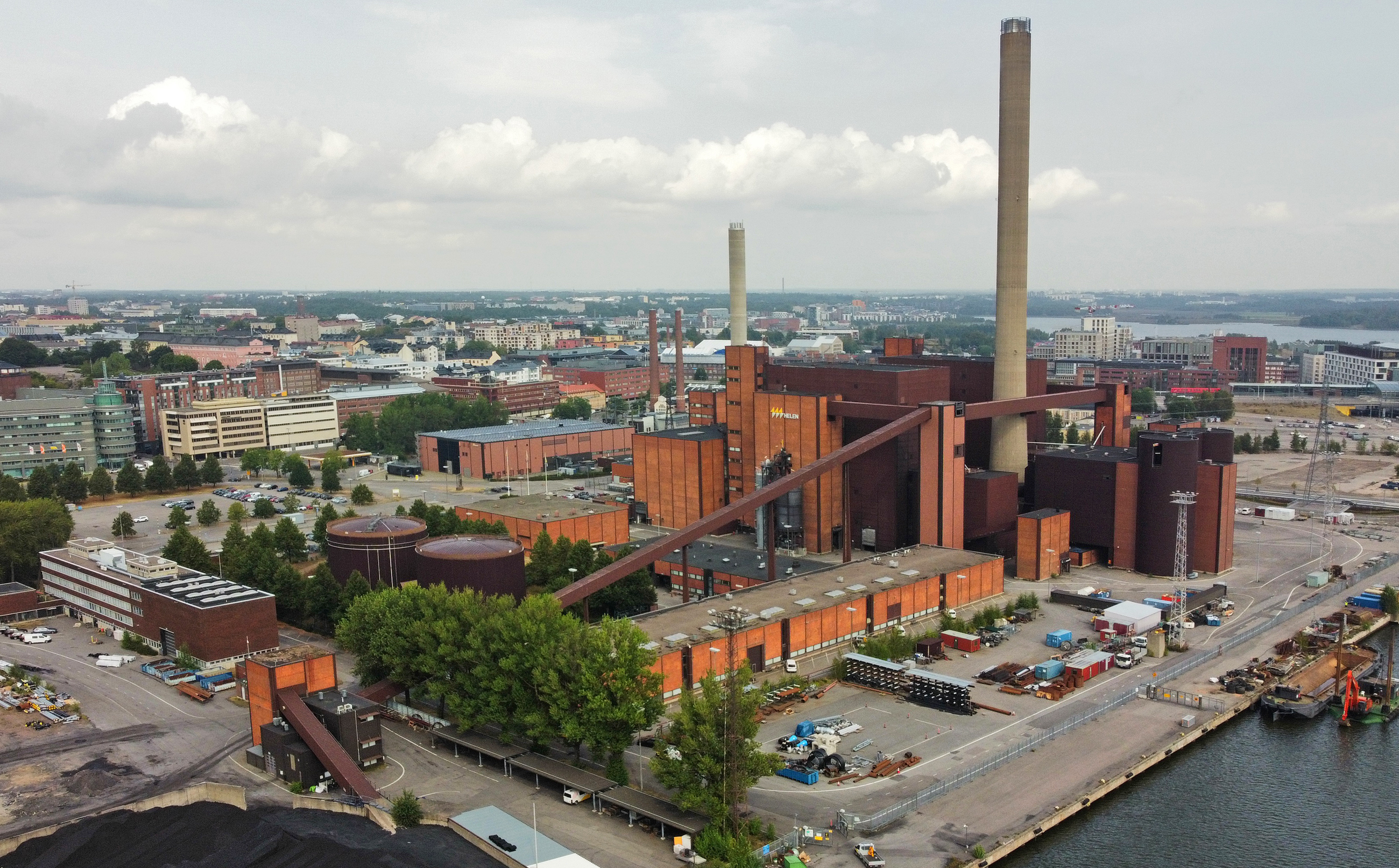
Hanaholmen
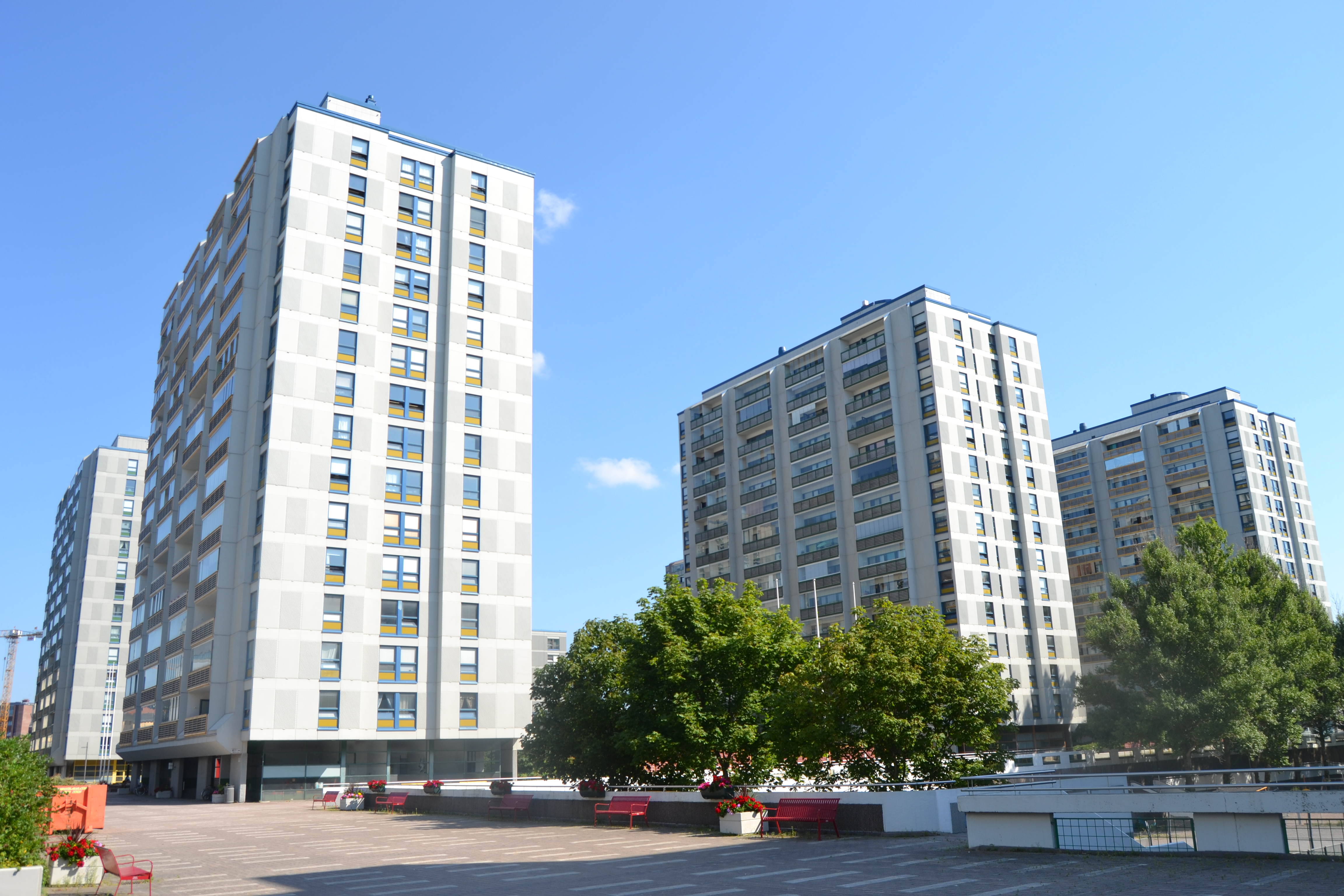
Havshagen